# Novgorodbocht
De Novgorodbocht (Russisch: бухта Новгородская; boechta Novgordodskaja) is een langgerekte bocht ten oosten van de Expeditiebocht en ten noorden van het schiereiland Krabbe in het noorden van de Posjetbaai in de Baai van Peter de Grote. Het schiereiland scheidt haar verder van de Rejd Palladabocht in het zuidwesten en de Kitovybaai (een onderbaai van de Posjetbaai) in het zuidoosten. De monding bevindt zich aan westzijde, waar de bocht wordt begrensd door de kapen Astavjev en Sjelech (op het Novgorod-schiereilandje). Aan noordzijde van kaap Sjelech ligt de plaats Posjet, waarvanuit een spoorlijn richting Gvozdevo een stukje langs de bocht loopt.
De zuidzijde van de bocht is bergachtig met heuvels die oprijzen tot ruim 100 meter. Ze bevat een groot aantal kapen, alsook een aantal schoorwallen. Met name aan noordwestzijde, in de buurt van Posjet, bevinden zich een aantal kleinere bochten. Het schiereiland is door een kiezelachtige lage landengte met het vasteland verbonden. Vrijwel alle kusten van de bocht zijn begroeid met gras. Het westelijke deel van de baai is dieper dan de ondiepe centrale en oostelijke delen, die veel slikken en zandbanken bevatten. De bodem bestaat uit silt, grind, zand en schelpen. In het oostelijke bredere deel, dat afgegrensd wordt door de kapen Oesoltsev en Konetsny, groeien algen. De baai begint te bevriezen in midden november, totdat ze eind december geheel dichtgevroren is. Half april is de baai weer volledig ijsvrij.
De bocht werd in 1854 ontdekt en in kaart gebracht door een expeditie op het fregat Pallada. In juni 1859 voerden twee expedities langs de bocht; een onder leiding van gouverneur-generaal Moeravjov-Amoerski en een onder leiding van luitenant-kolonel Konstantin Boedogosski, tijdens welke eerste (topografische) expeditie de naam Novgorodhaven (Гавань Новгородская) werd gegeven. In 1860 werd post Novgorodski (het huidige Posjet) hier gesticht.